# Synagogue Adath Shalom
La synagogue Adath Shalom est un lieu de culte juif du courant Massorti situé 8 rue Georges-Bernard-Shaw dans le 15e arrondissement de Paris.

## Histoire
La communauté est formée en 1989. Elle adopte le nom de Adath Shalom, qui signifie « assemblée de paix ». En 1991, Rivon Krygier en devient le rabbin,. 
Cette communauté  se définit comme Massorti ou « conservative », c'est-à-dire pratiquant un judaïsme évolutionniste, qui veut allier modernité, à la manière du judaïsme réformé, et respect de la tradition, à la manière du judaïsme orthodoxe. Hommes et femmes y sont égaux, et la communauté s’investit dans le dialogue interreligieux avec le groupe Vivre Ensemble du 15e arrondissement de Paris,,. 
En 2004 est fondée la synagogue Adath Shalom Est. Elle est renommée en 2013 synagogue DorVador, qui signifie « de génération en génération », et est située 10 rue du Cambodge dans le 20e arrondissement. Son rabbin est Yeshaya Dalsace. 
En 2008, la synagogue Adath Shalom compte plus de 300 familles membres. C'est la plus grande communauté Massorti de France.